# Dio Padre (Cima da Conegliano)
Dio Padre è un dipinto a olio su tavola (31,7x40,6 cm) attribuita a Cima da Conegliano, databile a cavallo tra XV e XVI secolo e conservato al Courtauld Institute of Art di Londra.
I tavola è nel museo dal 1947, quando venne ceduta da Arthur Hamilton Lee.
L'opera è sicuramente la cimasa di un'altra tavola d'altare, ma non se ne conosce la collocazione originale.
Il dipinto è diventato negli anni 2010 la base per molti meme aventi come soggetto Dio e il suo rapporto con gli uomini.